# Wiedersehen mit Brundibar
Wiedersehen mit Brundibar ist ein Kino-Dokumentarfilm des deutschen Regisseurs Douglas Wolfsperger. Kinostart war am 4. Dezember 2014.

## Handlung
Annika und Ikra sind Mitglieder der Jugendtheatergruppe „Die Zwiefachen“ der Berliner Schaubühne am Lehniner Platz. Wie alle „Zwiefachen“ kommen sie aus schwierigen Verhältnissen und nutzen die Theaterarbeit, um die Brüche in ihren Biographien zu verarbeiten. Als sie die Kinderoper Brundibár einstudieren sollen, hält sich die Begeisterung in Grenzen. Brundibár, komponiert von Hans Krása, wurde im Ghetto Theresienstadt aufgeführt und die Hintergründe um die Oper sind schwere Kost. Als sie aber gemeinsam mit der Holocaust-Überlebenden Greta Klingsberg, die damals die Hauptrolle gespielt und gesungen hat, nach Theresienstadt reisen, entwickelt sich eine ungewöhnliche Freundschaft.

## Hintergrund
Brundibár wurde in Theresienstadt über fünfzig Mal aufgeführt, zum letzten Mal im Oktober 1944. Die Aufführungen spielten im Propagandafilm Theresienstadt eine wichtige Rolle, da das kulturelle Engagement der Juden im Lager die scheinbare Idylle Theresienstadts unterstreichen sollte. Danach wurden fast alle Mitwirkenden ins Vernichtungslager Auschwitz deportiert und dort ermordet. Greta Klingsberg ist eine der wenigen Überlebenden der Originalbesetzung. 
Das Theaterprojekt an der Schaubühne wurde von Douglas Wolfsperger angestoßen, der die Proben mit der Kamera begleitete und den Kontakt zu Greta Klingsberg herstellte.
Ein besonderer Fokus des Films liegt auf der Auseinandersetzung der Jugendlichen mit der deutschen NS-Geschichte.

## Kritik
„‚Wiedersehen mit Brundibar‘ ist ein leiser, bewegender Film. Nebenbei wirft er die großen Fragen des Holocausts auf: Wie konnte das passieren? Kann es wieder passieren? Was hätte ich getan? Auf eine andere Frage gibt er eine Antwort. Wie kann man noch heute vom Holocaust erzählen? Mit Filmen wie diesem.“

## Fernsehfassung
Der ORF strahlte zum Holocaust-Gedenktag 2018 eine gekürzte Fassung (52 min) des Films aus.

## Auszeichnungen
- Nominierung zum Prix Europa 2014[5]
- Dokubiber für den besten Dokumentarfilm (Biberacher Filmfestspiele 2014)[6]
- Vorauswahl Deutscher Filmpreis 2015[7]
- Special Mention Best Documentary Olympia International Film Festival for Children and Young People[8]
- Certificate of Merit, 52nd Chicago International Television Awards[9]

## Festivals
- San Francisco Jewish Film Festival 2014 (Uraufführung)
- Festival deutschsprachiger Filme Prag 2014
- Internationale Hofer Filmtage 2014
- Biberacher Filmfestspiele 2014
- Kasseler Dokumentarfilm- und Videofest 2014
- Kinofest Lünen 2014
- Filmschau Baden-Württemberg 2014
- Miami Jewish Film Festival 2015
- FIPA Biarritz, 2015
- Berlinale 2015
- Washington Jewish Film Festival 2015
- Jewish International Film Festival Australien 2015
- Finále Pilsen 2015
- Zlín Film Festival 2015
- Giffoni Film Festival 2015
- German Film Fest Paris 2015
- Philadelphia Jewish Film Festival 2015
- Ale Kino! Poznań 2015
- Moscow Jewish Film Festival 2016